# Yang Miaozhen
Yang Miaozhen (xinès: 楊妙真; c. 1193 – 1250) va ser una cap militar i guerrera a la Xina medieval.

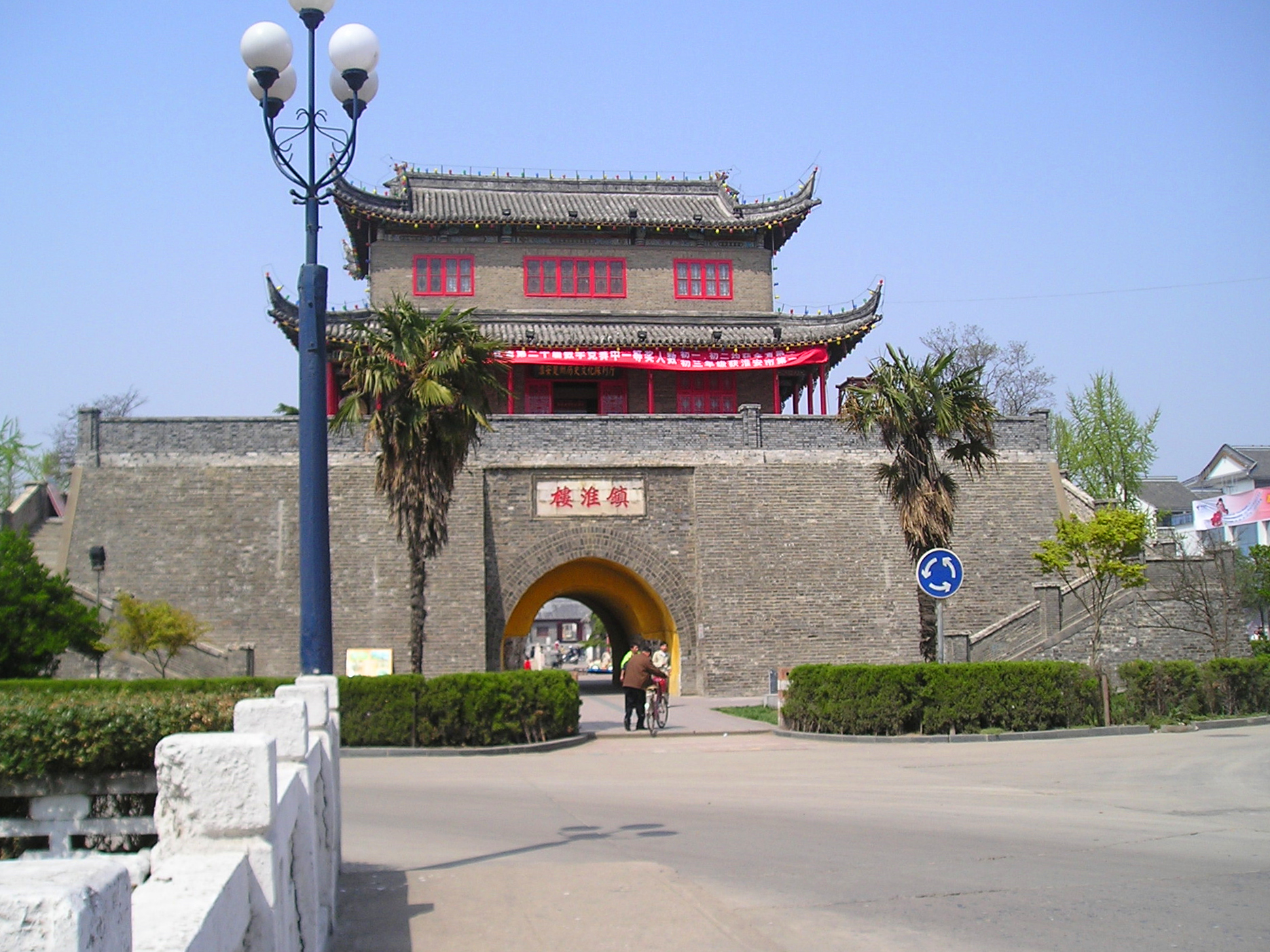
Vista actual de Huai'an, la plaça principal de Yang Miaozhen i les seves tropes.

Nativa de Yidu, va créixer al nord de la Xina de gran inestabilitat generada pels conflictes militars entre els Jurtxets de l’actual Manxúria, que havien duit al col·lapse de la dinastia Song del nord en 1126 i establert la dinastia Jin (1115-1234) i l’imperi mongol de Chingiz Khan (1162-1227). El 1211, el seu germà Yang An'er va organitzar un grup de bandits itinerants que acabaria prenent el control de vàries prefectures. Comptant ja amb varis territoris, es nomenà a si mateix rei, si bé poc després de 1214 va morir en batalla. Passant per sobre del seu oncle i del seu fill, els soldats van escollir Yang Miaozhen, de 20 anys, com a successora, passant a liderar una tropa de 10.000 efectius. Tot i la seva edat, gaudia de gran carisma i habilitat pel tracte amb les tropes, a més de ser una consumada arquera i genet.
Poc després se li va unir Li Quan, el qual també tenia sota les seves ordres una banda de grandària considerable i amb qui s'acabaria casant.
L'any 1218, Li Quan va jurar lleialtat als Song del Sud, però mai van confiar plenament en ells. Mentre Li Quan dirigia les seves campanyes militars contra els mongols i els jurtxets, la seva dona va governar la seva ciutat base de Huai'an (tractant amb els prefectes enviats pels Song).
El 1226, Li Quan va lluitar contra els mongols, però va ser derrotat i assetjat a Yidu. Va aguantar durant un any, però els intents de Yang Miaozhen de reforçar-lo van fracassar, de manera que es va rendir als mongols a la primavera de 1227 i els va canviar la seva lleialtat. El van fer governador de Shandong. Els Song van respondre tallant el subministrament d'aliments a Yang Miaozhen. Les seves tropes es van amotinar, però Li Quan va marxar en la seva ajuda i va restablir el control. A principis de 1231, Li Quan va morir durant l'atac a Yangzhou pels Song. Després d'alguns intents de trobar un líder masculí, les seves forces es van posar a les ordres de Yang Miaozhen. Quatre mesos després, els Song van atacar Huai'an. Amb la derrota inevitable, Yang Miaozhen va portar les seves tropes a unir-se als mongols, que el 1232 la van nomenar governadora de Yidu. Va ser succeïda pel seu fill adoptiu Li Tan, bé poc després o bé després de la seva mort el 1250.